# نوووسیل
شهر نوووسیل (به روسی: Новосиль) در کشور روسیه و در اوبلاست اوریول واقع شده‌است.